# اچ‌ام‌اس ئی۴۶
اچ‌ام‌اس ئی۴۶ (به انگلیسی: HMS E46) یک زیردریایی بود که طول آن ۱۸۱ فوت (۵۵ متر) بود. این زیردریایی در سال ۱۹۱۶ ساخته شد.